# Estructura organizacional
La estructura organizacional es el patrón de relaciones entre los componentes o de tes de la misma y por ser un concepto abstracto puede confundirse con los procesos organizacionales. Pueden diferenciarse dos partes: La estructura organizativa formal y la informal.
- La estructura organizativa  formal es aquella que se basa en el conjunto de relaciones explicitadas por la dirección, no es espontánea porque se planifica deliberadamente, las relaciones entre individuos son preestablecidas, sus miembros se escogen según normas de selección.[2]
- La estructura organizativa informal son el conjunto de relaciones informales, es decir, que no han sido definidas explícitamente y responden básicamente a las necesidades sociales como la amistad y la pertenencia a un grupo.
- La estructura real de la organización se basa en el conjunto de relaciones formales e informales.

De acuerdo con Mintzberg se identifican 5 elementos:
- Ápice estratégico: aquí se encuentra la alta dirección de la empresa, la cual tiene una responsabilidad global. La función esencial consiste en garantizar que la organización funcione adecuadamente y cumpla sus objetivos; tienen diversas tareas:
  - Supervisión Directa
  - Relación con el entorno
  - Formulación de la estrategia a seguir
- Línea Media: son los directivos que vinculan la dirección general con el núcleo de operaciones. Las funciones que se le atribuyen son:
  - Enlace vertical ascendente y descendente
  - Enlace horizontal entre ellos
  - Tomar decisiones y resolver problemas en su ámbito de actividad
- Núcleo de Operaciones: es el encargado del trabajo básico de producción de bienes y servicios. Las funciones básicas que desarrollan son:
  - Aprovisionamiento de Inputs
  - Producción
  - Comercialización
  - Apoyo a las funciones previas.
- Tecnoestructura: Formada por analistas que no son directivos y no participan en el flujo del trabajo, sino que diseñan y planifican. Puede haber dos tipos:
  - Analistas de adaptación: se ocupan de estudiar los cambios necesarios que hay que introducir en la organización.
  - Analistas de control: su función consiste en la búsqueda de estabilidad y normalización de las pautas de la actividad de la empresa.
- Staff de apoyo: son un conjunto de unidades especializadas que no participan directamente en la producción de bienes y servicios, sino que su objetivo consiste en apoyar a la organización mediante la prestación de tareas y servicios especializados, como lo pueden ser limpieza, seguridad, etc.

Fuente: The structuring of organizations. Mintzberg Henry, 1979.

## Tipos de estructura organizativa
- Organización lineal
- Estructura funcional
- Organización matricial
- Organización de aprendizaje
- Organización en red
- Adhocracia
- FractalTeams